# Coupe d'Italie de football 1982-1983
Navigation
Coupe d'Italie 1981-1982 Coupe d'Italie 1983-1984
La Coupe d'Italie de football 1982-1983, est la 36e édition de la Coupe d'Italie.
À partir de cette saison la formule change, avec l'arrivée des douze meilleures équipes de troisième division. Les quarante-huit participants sont répartis dans huit groupes lors du premier tour, qualifiant seize équipes pour les huitièmes de finale. La finale se joue sur deux matches.

## Résultats

### Quarts de finale
Les matchs des quarts de finale se déroulent entre le 18 mai et le 4 juin 1983.
| Équipe        | Aller | Total | Retour | Équipe   |
| ------------- | ----- | ----- | ------ | -------- |
| Juventus FC   | 3 - 0 | 5 - 0 | 2 - 0  | AS Roma  |
| Torino        | 2 - 0 | 2 - 0 | 0 - 0  | Napoli   |
| Hellas Vérone | 2 - 2 | 5 - 5 | 3 - 3  | AC Milan |
| Inter Milan   | 3 - 2 | 3 - 2 | 0 - 0  | Pise     |

### Demi-finales
Les matchs des demi-finales se déroulent entre le 11 et le 15 juin 1983.
| Équipe        | Aller | Total | Retour | Équipe      |
| ------------- | ----- | ----- | ------ | ----------- |
| Hellas Vérone | 0 - 1 | 2 - 2 | 2 - 1  | Torino      |
| Juventus FC   | 2 - 1 | 2 - 1 | 0 - 0  | Inter Milan |

### Finale
| Finale aller | Hellas Vérone | 2 - 0   | Juventus FC | Stade Marcantonio-Bentegodi, Vérone |                              |
| 19 juin 1983 |               | (1 - 0) |             | Arbitrage : Rosario Lo Bello        | Arbitrage : Rosario Lo Bello |

---
| Finale retour | Juventus FC | 3 - 0   | Hellas Vérone | Stadio Communale, Turin  |                          |
| 22 juin 1983  |             | (2 - 0) |               | Arbitrage : Carlo Longhi | Arbitrage : Carlo Longhi |

La Juventus remporte sa septième coupe d'Italie.